# AEW Dynamite
AEW Dynamite (на български: Динамит) е седмично кеч телевизионно шоу на All Elite Wrestling (AEW). Дебютира на 2 октомври 2019 г. и е водещото шоу на AEW. Излъчва се на живо всяка сряда, в продължение на два часа.
Това е първото кеч шоу, излъчено в ефира на TNT след последния епизод на WCW Monday Nitro на 26 март 2001 г.

## История
Официалното съобщение за създаването на AEW идва в полунощ по Тихоокеанско време на 1 януари 2019 г. в епизод на „Being the Elite“, уеб сериал по YouTube, създаден от и включващ The Elite. Също е обявено в епизода и Double or Nothing, встъпителното кеч събитие на AEW и продължение на All In. На 2 януари 2019 г. Коуди и The Young Bucks официално подписват с федерацията като кечисти, както и като вицепрезиденти на AEW, а предприемачът, футболният деятел и дългогодишен кеч фен Тони Хан е обявен за президент на компанията. Съобщава се, че Тони и баща му Шахид финансират AEW. Хан са милиардери и част от тяхната група на собственост са Джаксънвил Джагуарс и ФК Фулъм.
На 15 май 2019 г. AEW и WarnerMedia обявяват сделка за седмично шоу в праймтайм, излъчващо се на живо по TNT, започващо на 2 октомври 2019 г. – мрежата, която преди излъчва WCW Monday Nitro по време на Monday Night Wars (Войни в понеделник вечер) (1995 – 2001). Освен това събитията на AEW ще бъдат достъпни на pay-per-view в ефира на B / R Live в Съединените щати и Канада и по FITE TV в международен план. CBS Sports описва AEW като „първата компания с голяма финансова подкрепа, която от самото си начало ще се конкурира с WWE на основно ниво от близо две десетилетия“.

### Конкуренция с WWE
През август 2019 г. е обявено, че NXT на WWE ще се разшири на 2 часа и на живо по USA Network от 18 септември 2019 г. Същото време, по което ще се излъчва Dynamite. На 30 август, ден преди All Out, TNT излъчва едночасов специален епизод, наречен Countdown to All Out в 22:00 ч., който е гледан средно от 390 000 зрители.
На 19 септември 2019 г. името на шоуто е разкрито – All Elite Wrestling: Dynamite. Двучасово шоу, наречено Countdown to All Elite Wrestling: Dynamite е излъчено на 1 октомври в 20:00 ч. и е гледано средно от 631 000 зрители.
На 25 септември 2019 г. AEW обявява международна сделка с FITE TV предимно за региони извън Северна Америка, чрез пакета „AEW Plus“, който включва пряко предаване на живо и повторения на Dynamite едновременно с неговото излъчване в САЩ. В Канада, TSN на Bell Media придобива правата за излъчване на Dynamite, отбелязвайки връщането на кеча в мрежата, след като Първична сила на WWE се мести по The Score (сега Sportsnet 360) през есента на 2006 г. Шоуто се излъчва едновременно с TNT в САЩ. В Обединеното кралство Dynamite е добавен към ITV Hub в четвъртък вечерта, а по ITV4 в петък вечерта.
На 2 октомври 2019 г. Dynamite дебютира по TNT, като е гледано средно от 1.409 милиона зрители. Също на 2 октомври NXT прави двучасовия си дебют в USA Network, като те са средно гледани от 891 000 зрители. Dynamite побеждава NXT по рейтинг и в ключовите 18 – 49 демографски групи, като печели 878 000 зрители в сравнение с NXT 414 000. Това отбелязва и началото на Wednesday Night Wars (Войни в сряда вечер). Преди и след епизода са заснети неизлъчени по телевизията мачове, които са пуснати по AEW Dark, всеки вторник в канала на AEW в YouTube.